# Myocastor coypus
El coipo (Myocastor coypus), también llamado coipú, nutria, quiyá o rata nutria es una especie de roedor histricomorfo de la familia de los miocastóridos propia del sur de Sudamérica, parecido al castor. Habita en diversos tipos de humedales.
Originaria de las zonas subtropicales y templadas de Sudamérica, desde entonces se ha introducido en Norteamérica, Europa y Asia, principalmente por los granjeros peleteros. Aunque en algunas regiones se sigue cazando y atrapando para obtener su piel, sus destructivos hábitos de madriguera y alimentación la ponen a menudo en conflicto con los humanos, y se considera una especie invasora en Estados Unidos. La nutria también transmite varias enfermedades a humanos y animales, principalmente a través de la contaminación del agua.

## Nombre común
El coipo recibe distintos nombres comunes dependiendo de su localización. El nombre en Chile es coipo o coipu (término proveniente del idioma mapudungun koypu). Menos frecuente es el nombre quiyá, término de origen tupí-guaraní en el Paraguay y ciertas zonas del Noreste argentino. Los españoles la llamaron, a pesar de no guardar ninguna relación taxonómica, «nutria», por una leve semejanza en sus hábitos con el carnívoro europeo; este término es el más popular al este de la cordillera de los Andes, tanto entre los hombres de campo, como en su específico cazador: el «nutriero», e incluso entre la población urbana, al ser el «tapado de nutria» uno de los abrigos femeninos más populares. En los Estados Unidos, al tener origen argentino los primeros ejemplares importados de la especie, con ellos viajó también el nombre local, por lo que en países de habla inglesa también se la llama con el nombre de «nutria». Su cola larga y escamosa parecida a la de las ratas, le ha valido otro de sus nombres comunes: rata-nutria.

## Aspectos generales

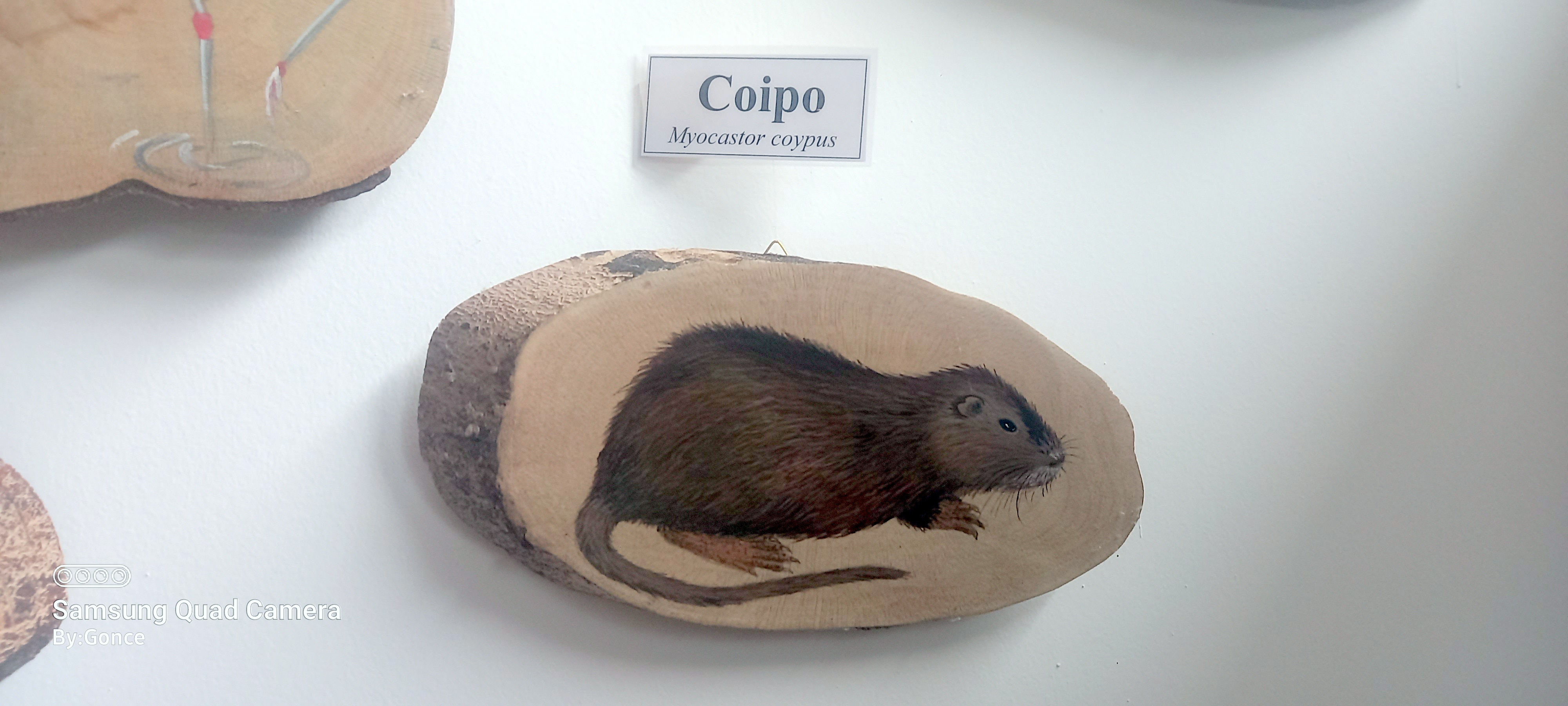
Representación de coipo en el centro interpretativo del parque nacional Lago Puelo.

Es capturado para aprovechar su carne como alimento humano, pero en especial su piel, empleada en peletería. Por esta razón, se ha convertido también en una especie doméstica, al ser multiplicada en criaderos de todo el mundo, contando ya con múltiples variedades comerciales originadas de mutaciones. Algunos ejemplares de las granjas han logrado escapar y colonizar humedales próximos con singular éxito, expandiendo su población y afectando a nuevos ecosistemas que, a diferencia de los sudamericanos, no evolucionaron con la especie. Por ello está incluido en la lista de las 100 de las especies exóticas invasoras más dañinas del mundo de la Unión Internacional para la Conservación de la Naturaleza.

## Características

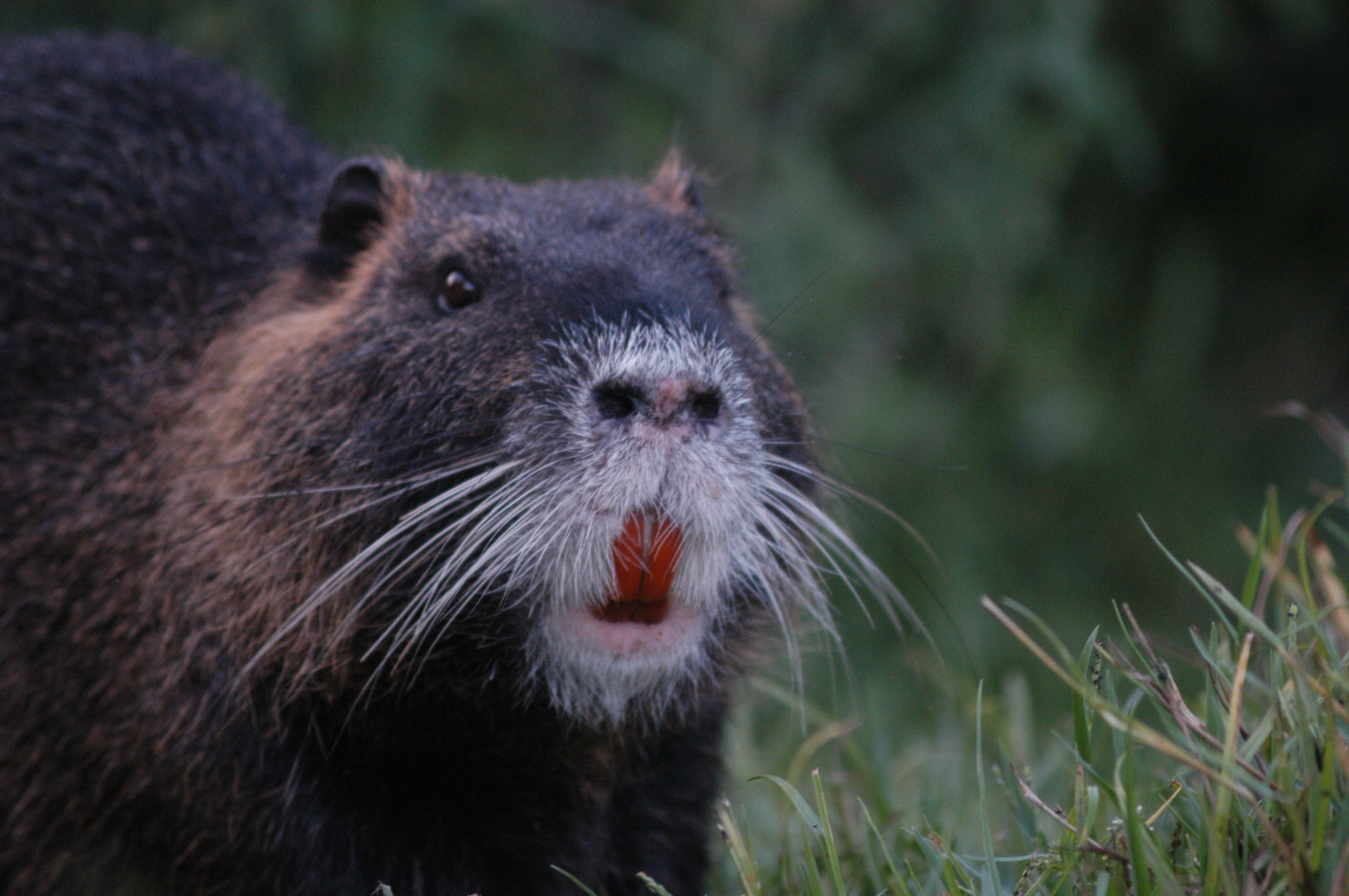
Un Myocastor coypus enseña los dientes.

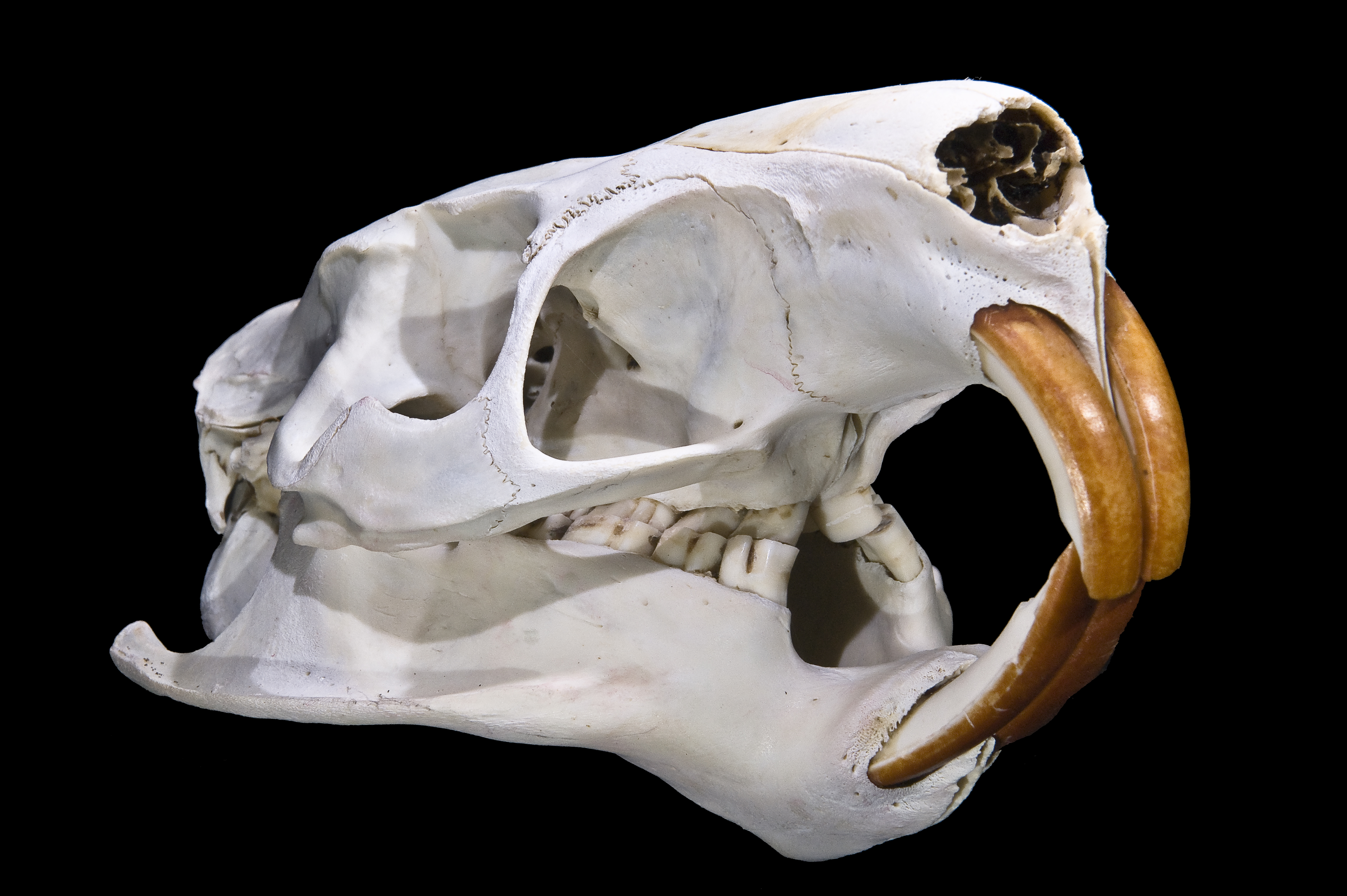
Cráneo de Myocastor coypus.

Es un roedor de gran talla, pesa entre 4 y 10 kg. Alcanza 40 a 60 cm de longitud corporal, con una cola de 30 a 45 cm. Su pelaje exterior es en tonos marrón oscuros y brillantes, con una capa de pelo gris debajo. Presenta un parche de pelaje blanco en el hocico e incisivos anaranjados brillantes.  sus ojos y orejas son de reducido tamaño. El áspero pelo superior recubre un vello inferior de considerable valor comercial. Tiene sus patas con membranas interdigitales; su cola es larga y escamosa. Es el roedor más grande de Chile.
Tiene una interesante adaptación a la vida acuática que consiste en la posición de sus mamas, colocadas a lo largo de ambos lados, en el dorso, de manera que la hembra nada mientras da de mamar a sus crías.

## Reproducción
Se considera que una nutria ha alcanzado la vejez a los cuatro años. Los machos alcanzan la madurez sexual a los cuatro meses y las hembras a los tres; sin embargo, ambos pueden tener una adolescencia prolongada, hasta los nueve meses. Una vez que la hembra está preñada, la gestación dura 130 días, y normalmente nacen entre cinco y seis crías cubiertas de pelo, aunque pueden llegar a parir hasta trece crías.[cita requerida] La reproducción media de la nutria es de cuatro crías. La nutria hembra se apareará en los dos días siguientes al nacimiento de las crías. Los años de reproducción cambian según el tamaño de la camada. El año uno puede ser grande, el año dos el tamaño de la camada será menor y el año tres el tamaño de la camada será otro mayor. Las hembras sólo pueden producir seis camadas en su vida, raramente siete camadas. Una hembra tendrá de media dos camadas al año. Se puede reproducir durante todo el año.
Las nutrias suelen forrar los nidos de cría con hierbas y juncos blandos. Las crías de nutria son precociales, nacen completamente cubiertas de pelo y con los ojos abiertos; pueden comer vegetación y nadar con sus padres a las pocas horas de nacer. Una nutria hembra puede volver a quedarse preñada al día siguiente de parir a su cría. Si el momento es adecuado, una hembra puede quedarse preñada tres veces en un año. Las nutrias recién nacidas se alimentan de la leche materna durante siete u ocho semanas, aunque ya al nacer tienen los incisivos bien desarrollados y al segundo día son capaces de nadar. Al dejar la lactancia las crías abandonan a sus madres.  Se sabe que las nutrias son territoriales y agresivas cuando son capturadas o acorraladas. Muerden y atacan a humanos y perros cuando se sienten amenazados. Las nutrias son principalmente crepusculares o nocturnas, y la mayor parte de su actividad tiene lugar al atardecer y al anochecer, con una mayor actividad alrededor de la medianoche. Cuando la comida es abundante, la nutria descansará y se acicalará durante el día.

## Hábitat y alimentación
Además de reproducirse rápidamente, cada nutria consume grandes cantidades de vegetación acuática. Un individuo consume alrededor del 25% de su peso corporal diariamente, y se alimenta durante todo el año. Siendo uno de los roedores existentes más grandes del mundo, una nutria madura y sana tiene una media de 5,4 kg de peso, pero pueden alcanzar hasta 10 kg.  Se alimentan de la base de los tallos aéreos de las plantas, y a menudo excavan el suelo en busca de raíces y rizomas para comer. Las nutrias comen partes y plantas enteras, y van a por raíces, rizomas, tubérculos y corteza de sauce negro en invierno. Su creación de "comederos", zonas en las que se ha eliminado la mayor parte de la biomasa aérea y subterránea, produce parches en el medio ambiente, lo que a su vez altera el hábitat de otros animales y seres humanos que dependen de los humedales y marismas. La nutria se alimenta de las siguientes variedades de plantas: cola de gato, arbustos, caña, cabezas de flecha, pisos, y cordales. Los cultivos comerciales que también comen las nutrias son las gramíneas, la alfalfa, el maíz, el arroz y la caña de azúcar.
La nutria se encuentra sobre todo en marismas de agua dulce, esteros, pantanos y humedales, pero también habita en marismas salobres y raramente en marismas saladas, pero todas con abundante vegetación acuática. Construyen sus propias madrigueras u ocupan madrigueras abandonadas por castores, ratas almizcleras u otros animales. También son capaces de construir balsas flotantes con vegetación. Las nutrias viven en madrigueras parcialmente sumergidas. La cámara principal no está sumergida bajo tierra. La nutria se considera una especie que vive en colonias. Un macho comparte una madriguera con tres o cuatro hembras y sus crías. Las nutrias utilizan "plataformas de alimentación" construidas en el agua con trozos de vegetación cortados y sostenidos por una estructura como un tronco o ramas. Las madrigueras de las ratas almizcleras y los refugios de los castores también se utilizan a menudo como plataformas de alimentación.

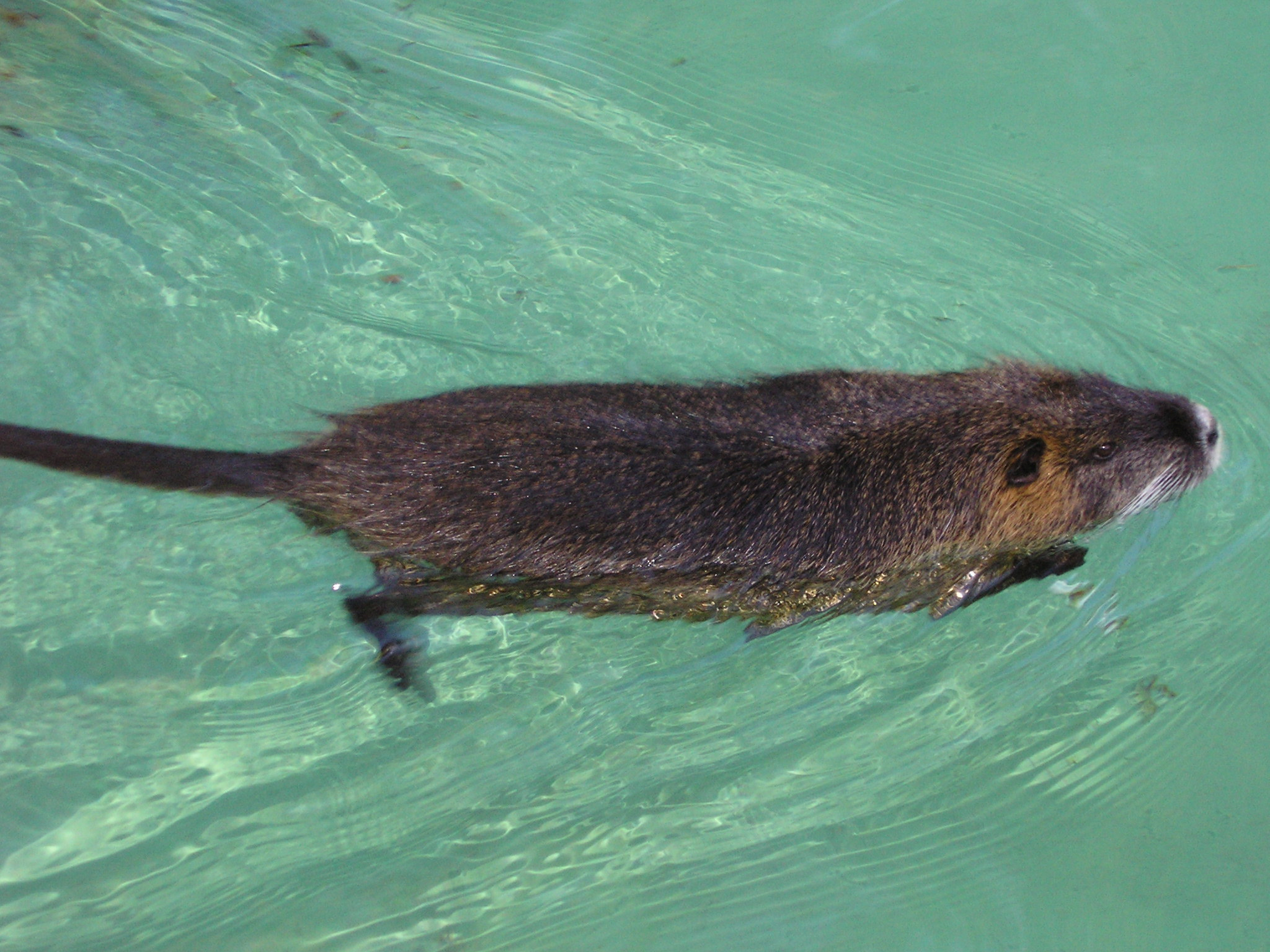
Un coipo nadando.

## Distribución
Tiene poblaciones silvestres autóctonas en ambientes acuáticos de Argentina, Bolivia, Brasil, Chile, Paraguay y Uruguay.
Su conservación no está amenazada aunque su expansión artificial por otras zonas del mundo puede suponer una amenaza para los ecosistemas que ocupa. Los coipos escapados de las granjas peleteras se han establecido en diversas localidades de Norteamérica, las islas británicas y gran parte de Europa occidental. 

### Especie invasora en la península ibérica
En la península ibérica, su introducción proviene de escapes y sueltas desde granjas peleteras de Francia y Cataluña desde principios de los años 1970. Actualmente existen poblaciones localizadas en la vertiente atlántica (Valle de Arán en Cataluña; Soba en Cantabria; Ribera del Bidasoa en Guipúzcoa; Baztán, Valcarlos y ejemplares dispersos en la Cuenca del Ebro, en Navarra). También existen algunos núcleos de muy baja densidad en la vertiente mediterránea catalana (Sant Feliu de Buixalleu y Arbucias, en el Montseny, en Gerona). El coipú se ha ido extendiendo por los ríos del norte de Cataluña, como el Fluviá, la Muga y el Ter. Tanto es así que desde 2019 se le puede ver habitualmente en las aguas del Ter y del Oñar en la misma ciudad de Gerona.
La expansión de esta especie invasora se limita a zonas donde no baja mucho la temperatura en invierno.
Debido a su potencial colonizador y constituir una amenaza grave para las especies autóctonas, los hábitats o los ecosistemas, esta especie ha sido incluida en el Catálogo Español de Especies Exóticas Invasoras, regulado por el Real Decreto 630/2013, de 2 de agosto, estando prohibida en España su introducción en el medio natural, posesión, transporte, tráfico y comercio.